# Ayano Egami
Ayano Egami (japonès: 江上綾乃)  (Kyoto, 1 d'abril de 1980) és una exnedadora japonesa, especialitzada en natació sincronitzada, que va competir durant la dècada de 1990.
El 2000 va prendre part en els Jocs Olímpics d'Estiu de Sydney, on guanyà la medalla de plata en la competició per equips.